# Ana Gligić
Ana Gligić (* 6. August 1934 als Ana Filipović in Ćeralije, Königreich Jugoslawien; † 4. Januar 2025 in Belgrad) war eine jugoslawische und serbische Virologin. Sie spezialisierte sich auf Medizinische Mikrobiologie und war leitende Wissenschaftliche Mitarbeiterin an der Medizinischen Fakultät der Universität Belgrad.
| Geboren             | 6. August 1934, Ćeralije, Königreich Jugoslawien                        |
| Gestorben           | 4. Januar 2025, Belgrad, Serbien                                        |
| Staatsangehörigkeit | Jugoslawien, Serbien                                                    |
| Ausbildung          | Universität Belgrad                                                     |
| Tätigkeitsfeld      | Virologie, medizinische Mikrobiologie                                   |
| Bekannt für         | Isolierung des Marburgvirus, Bekämpfung von Pocken, Hantavirusforschung |
| Institutionen       | Torlak-Institut, Institut für öffentliche Gesundheit Belgrad            |

## Biografie
Ana Gligić wurde in Ćeralije, einem kleinen Dorf nahe Podravska Slatina, geboren. Ihre Kindheit wurde stark vom Zweiten Weltkrieg geprägt, in dem sie zahlreiche Familienmitglieder verlor. Nach dem Krieg zog sie nach Virovitica, wo sie das Gymnasium besuchte und 1953 abschloss. Anschließend begann sie ihr Studium der Biologie an der Naturwissenschaftlichen Fakultät der Universität Belgrad, das sie 1959 erfolgreich abschloss.
Nach ihrem Abschluss begann Gligić als Virologie-Praktikantin am Institut für öffentliche Gesundheit Dr. „Milan Jovanović Batut“ in Belgrad. Bereits ein Jahr später wechselte sie zum Institut für Virologie, Impfstoffe und Seren „Torlak“, das später eine zentrale Rolle in ihrer wissenschaftlichen Karriere einnahm. 1966 absolvierte sie die Facharztprüfung in medizinischer Mikrobiologie und übernahm die Leitung des jugoslawischen Nationalen Labors für Pocken, virale hämorrhagische Fieber und durch Vektoren übertragene Krankheiten.
Gligićs Weiterbildung umfasste Spezialisierungen in führenden europäischen Laboren, wie dem London Reference Laboratory for Viruses und dem Institut für Tropenmedizin in München. Dort sammelte sie unschätzbare Erfahrungen, die sie bei entscheidenden öffentlichen Gesundheitskämpfen gegen Epidemien einsetzte.

## Wissenschaftliche Leistungen
Ana Gligić erlangte internationale Anerkennung durch ihre bahnbrechenden Arbeiten in der Virologie:
- Marburg-Virus (1967): Sie gehörte zu den ersten Wissenschaftlern, die das Marburg-Virus isolierten und beschrieben.[3][4][5]
- Pockenvirus (1972): Während eines Ausbruchs in Jugoslawien isolierte sie erfolgreich das Pockenvirus (Variola Virus). Ihre Arbeit verhinderte die Ausbreitung der Krankheit und rettete zahlreiche Menschenleben.[6][7]
- Hantavirus: Gligić isolierte Hantaviren, die für den Balkan einzigartig sind, und untersuchte deren Rolle beim hämorrhagischen Fieber mit renalem Syndrom (HFRS).[8][9]

Seit den frühen 1980er-Jahren arbeitete sie eng mit Professor Ho Wang Lee, dem Entdecker des Hantaan-Virus, zusammen und war Gründungsmitglied der International Society for Hantaviruses. Darüber hinaus leistete sie bedeutende Beiträge zur Erforschung des West-Nil-Virus und des Tula-Hantavirus sowie von Rickettsiae-Bakterien. Im Jahr 2022 führte ihre Forschungsgruppe Neutralisationstests zum West-Nil-Virus mit Seren von Hunden und Pferden durch. Im selben Jahr war sie Mitautorin einer phylogeografischen Studie zum Tula-Hantavirus, die auf eine Einführung eines einzelnen Virusstamms nach Europa hinwies.
Im Ruhestand widmete Gligić sich weiterhin ihrer wissenschaftlichen Arbeit. Sie blieb auch in der Öffentlichkeit präsent und setzte sich während der COVID-19-Pandemie aktiv für die Aufklärung über die Bedeutung von Impfungen und Schutzmaßnahmen ein.

## Würdigung
„Mit ihrem tiefgreifenden Wissen, ihrer unermüdlichen wissenschaftlichen Neugier, ihrem einzigartigen Gespür und ihrem dynamischen Charakter war Dr. Ana Gligić eine stets inspirierende Kollegin und ein Vorbild für kommende Generationen“, kommentierte Maja Stanojević (Universität Belgrad, Medizinische Fakultät, Institut für Microbiologie und Immunologie).
„Die Welt wird ihren Beitrag zur Wissenschaft und Gesundheitsversorgung nicht vergessen; sie wird für immer in Erinnerung bleiben“, fügte Chiranjib Chakraborty hinzu (School of Life Science and Biotechnology, Adamas University, Kolkata, India).